# Франческа і я
«Франческа і я» (італ. «Francesca è mia») — італійський драматичний кінофільм режисера Роберто Руссо з Монікою Вітті, П'єром Мале і Коррадо Пані у головних ролях, що вийшов 26 вересня 1986 року.

## Сюжет
Франческа — жінка середнього віку, живе зі своїм коханим чоловіком. Несподівано вона підібрала на вулиці сильно травмованого молоду людину на ім'я Стефано і відправляє його в найближчу лікарню. Франческа провідує молоду людину до поліпшення його стану. Одужавши, Стефано закохується в Франческу. Вона відмовляє залицянням молодої людини. Стефано починає переслідувати Франческу, але вона завжди відповідає йому відмовою, це призводить до трагічного кінця — він убиває її.

## У ролях
| Моніка Вітті  | ···· | Франческа |
| П'єр Мале     | ···· | Стефано   |
| Коррадо Пані  | ···· | Андреа    |
| Мануела Гатті | ···· | Патріція  |

## Знімальна група
| Режисер  | ···· | Роберто Руссо                                |
| Сценарій | ···· | Вітторіо Черамі, Роберто Руссо, Моніка Вітті |
| Продюсер | ···· | Моніка Вітті                                 |